# Katwoman XXX
«Женщина-кошка ХХХ» (англ. Katwoman XXX) — британский порнографический фильм о суперзлодеях, срежессированный Николасом Столом и снятый Донни Бутчем. Является порнопародией на персонажа DC комиксов Женщину-кошку.

## Сюжет
Готард (пародия на Готэм-Сити) находится под угрозой уничтожения смертельным вирусом. Женщине кошке предстоит спасти город от уничтожения разобравшись со своими злейшими врагами.

## В ролях
- Дилан Райдер в роли женщины-кошки
- Пол Чаплин в роли Джо-Керра
- Джемма Мейси в роли Джокетт
- Кэгни Линн Картер в роли Суперчик
- Анна Ловато в роли босса Ловато
- Наташа Марли в роли ведущей новостей
- Дженнифер Дарк в роли чудо девочки
- Бриджит Би в роли профессора Бебе
- Энди Сан Димас в роли статуи богини
- Лекси Своллоу в роли Китинкия Китти
- Эван Стоун в роли Макс Максимус
- Мистер Пит в роли двуликого
- Дэйл Дабоун в роли гангстера
- Крейг Спивек в роли похищенного профессора

## Список сцен
Всего в фильме 6 сцен:
1. Дилан Райдер, Джемма Мейсси и Пол Чаплин
2. Энди Сан-Димас, Анна Ловато, Дженнифер Дарк, Дейл Дабоун, Пол Чаплин
3. Бриджит Би, Кэгни Линн Картер, Наташа Марли, Пол Чаплин
4. Анна Ловато, Джемма Мейсси, Дженнифер Дарк
5. Дилан Райдер, Эван Стоун
6. Дилан Райдер, Кэгни Линн Картер, Лекси Своллоу, мистер Пит, Пол Чаплин

## Прокат
Фильм был выпущен в прокат 29 октября 2011 года на DVD. 17 ноября 2011 года режиссёр Николас Стил заявил, что фильм собрал в прокате больше, чем BatfXXX: Dark Night Parody.

## Отзывы
Лил Мак Гилле из Aip Daily поставил фильму оценку 4 балла из 5. Подводя итог, автор рецензий назвал персонажей весёлыми и динамичными, костюмы эффектными и сексуальными, а сцены секса забавными, отметив актрису Дилан Райдер как актрису, которая выглядела идеально и справилась со своей ролью.
XCritic включила фильм в десятку лучших пародий года.

## Номинации
| Год  | Награда          | Категория                                            | Номинант                                               | Результат | Примечания |
| ---- | ---------------- | ---------------------------------------------------- | ------------------------------------------------------ | --------- | ---------- |
| 2012 | AVN Award        | Лучшее художественное оформление                     | Katwoman XXX                                           | Номинация | [ 7 ]      |
| 2012 | AVN Award        | Лучшая операторская работа                           | Николас Стил                                           | Номинация | [ 7 ]      |
| 2012 | AVN Award        | Лучший режиссёр: Пародия                             | Николас Стил                                           | Номинация | [ 7 ]      |
| 2012 | AVN Award        | Лучший монтаж                                        | Николас Стил                                           | Номинация | [ 7 ]      |
| 2012 | AVN Award        | Лучший макияж                                        | Роза, Мэй Баллин, Red Velvet, Melissa Makeup и May Kup | Номинация | [ 7 ]      |
| 2012 | AVN Award        | Лучшая маркетинговая кампания: индивидуальный проект | Katwoman XXX                                           | Номинация | [ 7 ]      |
| 2012 | AVN Award        | Лучшая пародия: драма                                | Katwoman XXX                                           | Номинация | [ 7 ]      |
| 2012 | AVN Award        | Лучшие спецэффекты                                   | Katwoman XXX                                           | Номинация | [ 7 ]      |
| 2012 | XBIZ Award       | Пародийный релиз года: драма                         | Katwoman XXX                                           | Номинация | [ 8 ]      |
| 2012 | XBIZ Award       | Режиссёр года: индивидуальный проект                 | Николас Стил                                           | Номинация | [ 8 ]      |
| 2012 | XBIZ Award       | Лучшее женская роль                                  | Дилан Райдер                                           | Номинация | [ 8 ]      |
| 2012 | XBIZ Award       | Лучшая мужская роль                                  | Пол Чаплин                                             | Номинация | [ 8 ]      |
| 2012 | XBIZ Award       | Сценарий года                                        | Пол Чаплин                                             | Номинация | [ 8 ]      |
| 2012 | XBIZ Award       | Лучшая операторская работа                           | Донни Бутч                                             | Номинация | [ 8 ]      |
| 2012 | XBIZ Award       | Лучшее художественное направление                    | Katwoman XXX                                           | Номинация | [ 8 ]      |
| 2012 | XBIZ Award       | Лучшие спецэффекты                                   | Katwoman XXX                                           | Номинация | [ 8 ]      |
| 2012 | XBIZ Award       | Лучший монтаж                                        | Даррелл Ван Даймс                                      | Номинация | [ 8 ]      |
| 2012 | XBIZ Award       | Маркетинговая кампания года                          | Katwoman XXX                                           | Номинация | [ 8 ]      |
| 2012 | XRCO Award       | Лучшая пародия: комикс                               | Katwoman XXX                                           | Номинация | [ 9 ]      |
| 2012 | NightMoves Award | Лучшая пародия: комикс                               | Katwoman XXX                                           | Номинация | [ 10 ]     |